# 永定门外大街
39°51′53″N 116°23′58″E / 39.8647135°N 116.3995438°E
永定门外大街是位于北京市东城区西南部的一条大街。

## 简介
永定门外大街北起南二环永定门桥，南到南三环木樨园桥。因地处北京外城永定门外而得名。明朝、清朝时，该街是从永定门通往南苑的官道，靠近永定门的一段俗称“关厢”。1949年以后，将旧路展宽并铺装，成为北京城区通往南苑的重要道路之一，又是京开公路（今为106国道北京到开封段）的起始段。永定门外大街西侧，有建于清朝乾隆年间的燕墩。